# Beats Electronics
Beats Electronics — американский производитель наушников и динамиков. Компания основана рэпером и хип-хоп продюсером Dr. Dre и бывшим председателем компании Interscope Geffen A&M Records Джимми Айовином. С 2014 года является подразделением корпорации Apple.
Beats by Dr. Dre — название бренда компании, под которым она выпускает наушники и динамики.

## История
Компания была основана в 2006 году и дебютировала со своим первым продуктом, наушниками Beats by Dr. Dre. В конце 2008 года, Monster Cable получила эксклюзивные права по 5-летнему договору на изготовление и разработку первой продукции Beats. Для продвижения своей продукции в первую очередь Beats полагались на поддержку от исполнителей поп- и хип-хоп музыки, размещение товаров в их музыкальных клипах и партнерские отношения с музыкантами и другими знаменитостями для развития продукции.
В августе 2010 года производитель мобильных телефонов HTC приобрела 52,1 % пакета акций Beats за $309 млн. Покупка была предназначена для конкурирования HTC с другими производителями мобильных телефонов, ассоциируя себя с брендом Beats, так как приобретение HTC предоставляло эксклюзивные права на производство смартфонов с маркой Beats. Несмотря на своё большое вложение, HTC позволил Beats дальше работать в качестве автономной компании.
12 января 2012 года BusinessWeek сообщил, что Beats и Monster не будут продлевать контракт и закончат партнерство к концу 2012 года. В результате Beats взял производство продукции в свои руки и удвоил персонал доведя его численность до 300 сотрудников. Monster в конечном счете начал маркетинг своей линии премиум-наушников. В октябре 2012 года Beats представила свои первые два продукта собственной разработки, наушники Beats Executive noise-cancelling и Beats Pill portable speaker. Иовайн был убежден, что компании теперь придется «контролировать собственную судьбу», чтобы продолжить свой рост. Он также прокомментировал то, как другие производители наушников пытались подражать Beats с "бизнес-моделями от знаменитостей (в том числе и Monster, которые представили Earth, Wind и Fire и тематические наушники от Miles Davis на бытовой выставке Electronics) и сказал о том, что «Некоторые из наших конкурентов дешевые инженеры, которые никогда не были в студии звукозаписи. Они не могут просто называть наушники именем того, который ничего не знает о звуке».
В июле 2012 года HTC продала обратно половину своей доли в Beats за $150 млн, оставаясь крупнейшим акционером с 25,1 процента. Продажа была призвана обеспечить «гибкость для глобальной экспансии при сохранении крупного пакета акций компании HTC и коммерческой эксклюзивности в мобильных телефонах.»
В августе 2013 года появились сообщения, что основатели Beats «планируют выкупить оставшиеся миноритарный пакет акций компании HTC и проводить новое неопределенное партнерство для будущих инвестиций». 27 сентября 2013 года HTC подтвердила свои планы продать свои оставшиеся 24,84 % акций Beats обратно в компанию за $265 млн, при этом сделка будет завершена к концу года. Одновременно Beats объявил, что группа Carlyle планирует небольшие инвестиции в компанию.
28 мая 2014 года компания Apple заявила, что собирается купить Beats за 3 миллиарда долларов, выплаченных в целом наличными и частично (400 миллионов долларов) акциями Apple; сделка завершена к концу 2014 года.

## Модели
Полноразмерные наушники:

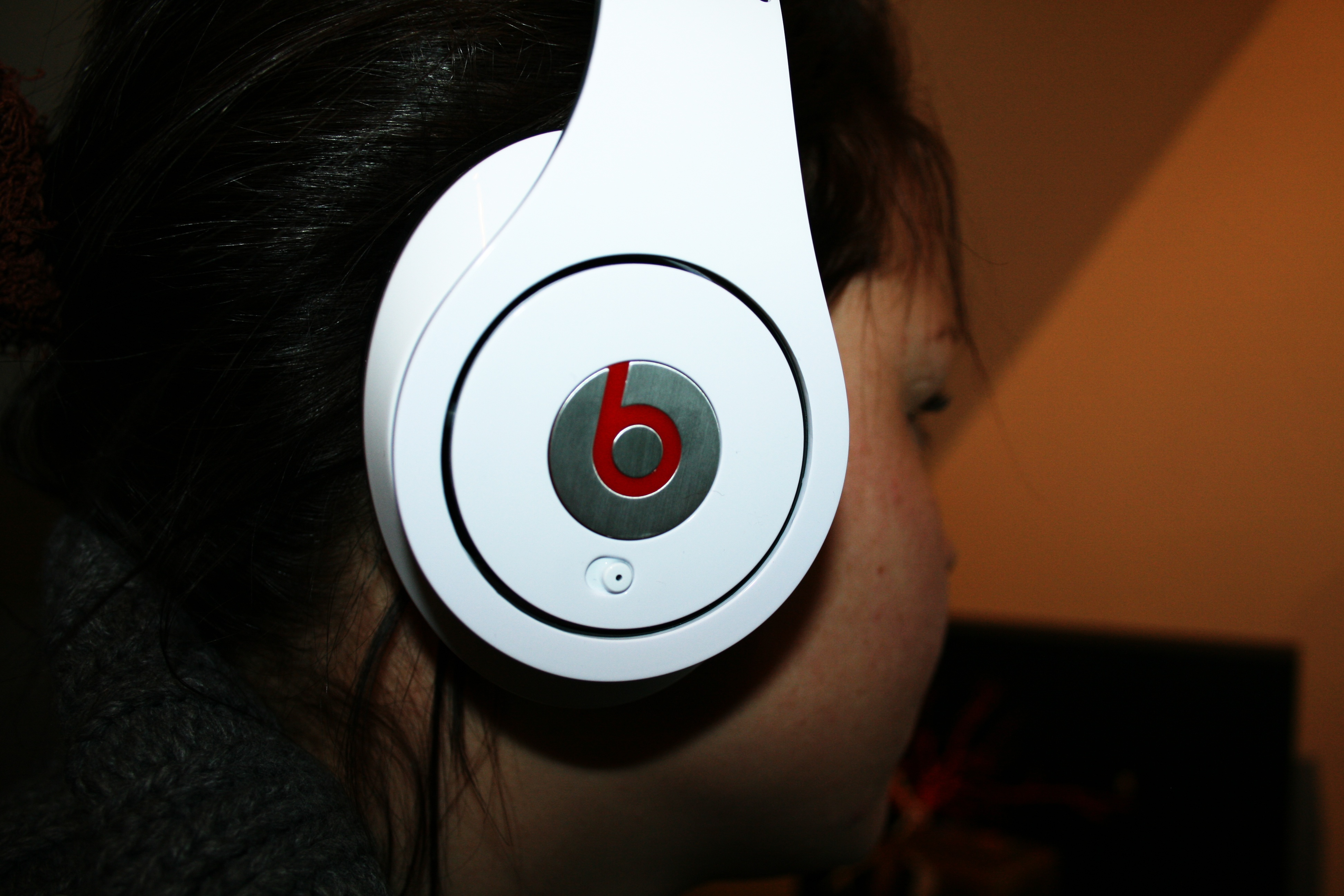
Белые Beats by Dr. Dre Studio

- Beats Pro (чёрный, белый, красный, ограниченная версия (Product RED) полностью красного цвета, a также была доступна приуроченная к выходу нового альбома Dr.Dre одноименная ограниченная серия Detox (полностью покрашенная посредством анодирования в чёрный цвет, а надпись «beats by Dr.Dre» на оголовье была заменена на «Detox»)
- Beats Studio
- Beats Studio (Версия 2013)
- Beats Studio Wireless
- Beats Studio 2 Wireless
- Beats Studio 3 Wireless
- Beats Executive (улучшенная версия studio, выполненная из алюминия)

Накладные наушники:
- Solo (матовые)
- Beats Solo HD (глянцевые)
- Beats Solo HD (версия (PRODUCT)RED )
- Beats Solo2 (2014)
- Beats Wireless
- Beats Audio для линейки HTC Desire
- Beats EP On-Ear

Внутриканальные наушники:
- urBeats (Hi-Fi «затычки»)
- iBeats (Hi-Fi «затычки»)
- Beats Tour (Hi-Fi «затычки»)
- Beats X (беспроводные «затычки»)
- Beats Flex (беспроводные «затычки»)

Динамики:
- Beatbox portable (портативная док-станция для портативных устройств Apple)
- Pill (беспроводной динамик)
- Pill+ (беспроводной динамик, улучшенная версия обычного Pill)

## Отзывы
Обозреватель Сэм Бидл из Gizmodo в статье «7 худших техноподарков к этому Рождеству» сказал, что «цена всей линейки чрезвычайно завышена — по сути, вы платите за имя рэпера, который не выпускал новых альбомов уже 12 лет».